# Санта Мария дела Виториа
„Санта Мария дела Виториа“ (на италиански: Santa Maria della Vittoria) e титулярна католическа църква в източната част на Рим, известна най-вече с намиращата се в капела „Корнаро“ творба на Джовани Лоренцо Бернини - скулптурната група на „Екстазът на света Тереза“, която се смята за едно от върховите постижения в бароковото изкуство.

## История
Църквата се строи от Ордена на босоногите кармелити по проект на Карло Мадерно от 1608 до 1620 г., и първоначално е посветена на Свети Павел. През 1622 г. е преименувана на „Санта Мария дела Виториа“ (в превод - „Санта Мария Победоносна“). в чест на победата на католиците над протестантите в битката при Бела хора в близост до Прага, на 8 ноември 1620 г.
През 1624 г. финансирането на строителството се поема от кардинал Шипионе Боргезе (в замяна на античната статуя „Спящият хермафродит“, открита при разкопките при строителството на църквата). През 1626 г. строителството е завършено, но вътрешната украса на църквата продължава до края на XVII век. След пожар през 1833 г., църквата е реставрирана.
В „Санта Мария дела Виториа“ е погребан италианския кардинал Пиетро Видони (1610—1681).

## Интериор
Над олтара сред слънчеви лъчи е изобразена Дева Мария. Стенописът е копие на образа, открит близо до мястото на битката при Бела хора (затова победата е приписана на Божията майка). Украсата е доминирана от бароков разкош, с изобилие от мрамор, позлатени гипсови орнаменти, скулптори и живопис.
Въпреки работите на такива известни скулптори като Герчино и Доменикано, главната забележителност си остава произведението на Бернини - „Екстазът на света Тереза“, създадено през 1645—1652 г. по поръчка на венецианския кардинал Федерико Корнаро. Скулптурната група се намира в капела „Корнаро“ в левия край на напречния неф. Света Тереза изживява мистичен екстаз, омотана в гънките на мраморната драперия. членовете на семейство Корнаро са изобразени в подобните на театрални ложи ниши от двете страни на капелата.